# National Taiwan Museum of Fine Arts

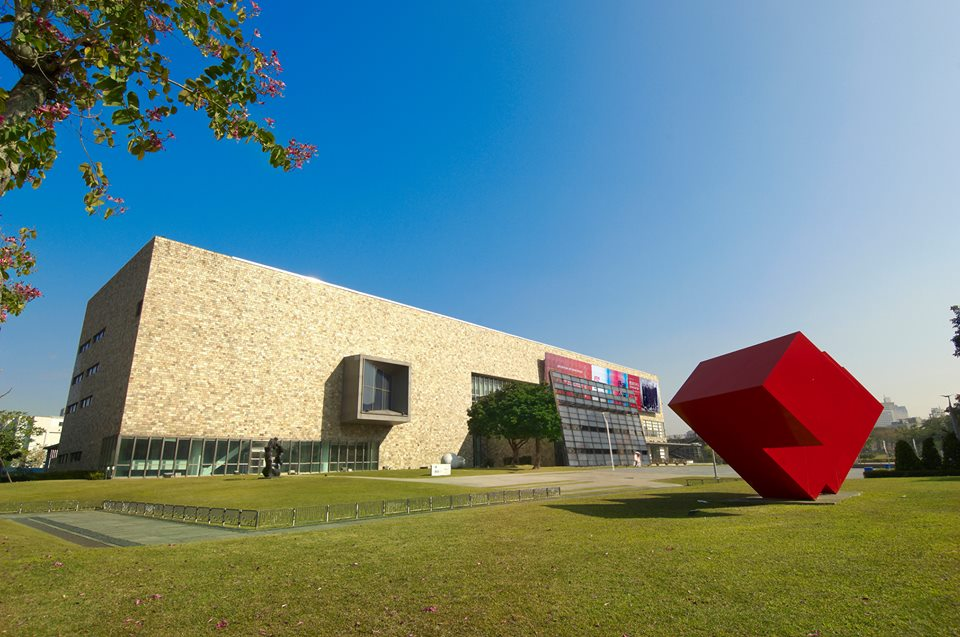
Museumsgebäude

Das National Taiwan Museum of Fine Arts (NTMoFA; chinesisch 國立台灣美術館, Pinyin Guólì Táiwān Měishùguǎn) ist ein Museum im Westbezirk der taiwanischen Stadt Taichung. Es wurde 1988 gegründet und ist das erste und bislang einzige Kunstmuseum auf nationaler Ebene in Taiwan. Inklusive des Skulpturenparks, der vor dem Museumsgebäude liegt, umfasst das Areal eine Größe von ca. 102.000 m² und zählt damit zu den größten Museen Asiens. Die Sammlung umfasst größtenteils Werke zeitgenössischer Künstler aus Taiwan.

## Geschichte
Am 26. Juni 1988 wurde das Taiwan Museum of Art unter Schirmherrschaft der Bildungs-Abteilung der Provinzialregierung  eröffnet. Es sollte dazu dienen, die kulturelle Entwicklung der Stadt zu stärken und die kulturellen Bedürfnisse der Bevölkerung bedienen. Wegen erheblicher Beschädigungen durch das Erdbeben vom 21. September 1999 („921-Erdbeben“) wurde das Museum geschlossen und bis Juli 2004 renoviert. Im Zeitraum von 2011 bis 2014 konnte das Museum jeweils mehr als eine Million Besucher verzeichnen.
Später wurde das Museum in National Taiwan Museum of Fine Arts und dem Rat für Kulturangelegenheiten (seit 2012 Kulturministerium) zugeordnet. Es ist damit Taiwans erstes und bislang einziges Kunstmuseum von nationalem Rang. Seit 2004 organisiert das National Taiwan Museum of Fine Arts neben traditionellen Ausstellungen auch Formate mit stärkerem digitalen Fokus.

## Gebäude
Das Museumsgebäude hat eine Fläche von über 38.000 m² auf einem Grundstück von etwa 0,1 km². Insgesamt bietet das Museum auf vier Stockwerken eine Ausstellungsfläche von ca. 13.525 m², die sich auf 16 Galerien, eine gallery street und die Haupthalle erstrecken. Damit handelt es sich um eines der größten Kunstmuseen Asiens.
Das Hauptgebäude bricht mit klassischer Architektur. Mit der offenen Gestaltung des Museum gelingt es, die Umgebung in die Ausstellungshallen zu integrieren. Mittels eines durchsichtigen Korridors werden das Museum und der umliegende Park miteinander verbunden. Daneben lädt das Museum aufgrund seiner Architektur auch die Öffentlichkeit zum Besuch ein: Insbesondere die Verbindung des Museums mit anderen öffentlichen Einrichtungen wie einem Café und einer Bibliothek und die Einbettung in den Park machen auch alltägliche Besuche attraktiv.
Rund um das Museum herum ist ein Skulpturenpark angelegt, der 45 Werke beinhaltet und die Entwicklung der Skulpturenkunst in Taiwan nachzeichnet. Außerdem sind 50 Tafeln ausgestellt, auf denen klassische Kalligrafie dargestellt wird, entworfen von namhaften taiwanischen Künstlern.

## Ausstellungen
Eine wichtige Aufgabe des Museums besteht darin, die Entwicklung der Kunst in Taiwan darzustellen. Die Ausstellungen sind daher häufig auf diesen Aspekt ausgerichtet. Daneben setzt das Museum auf Internationalisierung und internationale Künstleraustausche. Seit 2007 gibt es daher mehrere Biennalen, die helfen sollen, das internationale Netzwerk auszubauen und die Kunstszene Taiwans bekannter zu machen. Zu nennen sind hier die Asian Art Biennial (gegründet 2007), die Taiwan Biennial (seit 2008) und die Contemporary Art Across the Strait Exhibition (seit 2009).
Mit dem Förderprogramm Cultural & Creative Industries Development Plan ist das National Taiwan Museum of Fine Arts auch in der Lage, jungen Künstlern einen Ort zur Weiterentwicklung ihrer Kreativität zu bieten. Hierbei sollen Formate digitaler Kunst besonders berücksichtigt werden und Taiwan zu einem weltweit wichtigen Zentrum digitaler Kunst entwickelt werden. Dazu gibt es seit 2004 diverse Ausstellungen und Formate, die Digitalkunst aus verschiedenen Ländern nach Taiwan geholt hat. 2007 wurde zusätzlich das DigiArt (Digital Art Creativity and Resource Center) gegründet, das ebenfalls die Weiterentwicklung digitaler Kunst in Taiwan zum Ziel hat.
Die Sammlung und Ausstellungen des Museums werden auf Grundlage regionaler Besonderheiten der taiwanischen Kunst stetig erweitert, allerdings ist dem Museum die Beobachtung auch des asiatischen und internationalen Marktes wichtig. Jährlich werden im Rahmen des Young Artist Collection Project Arbeiten junger Künstler in die Museumssammlung aufgenommen.

## Weitere Einrichtungen

### Bibliothek

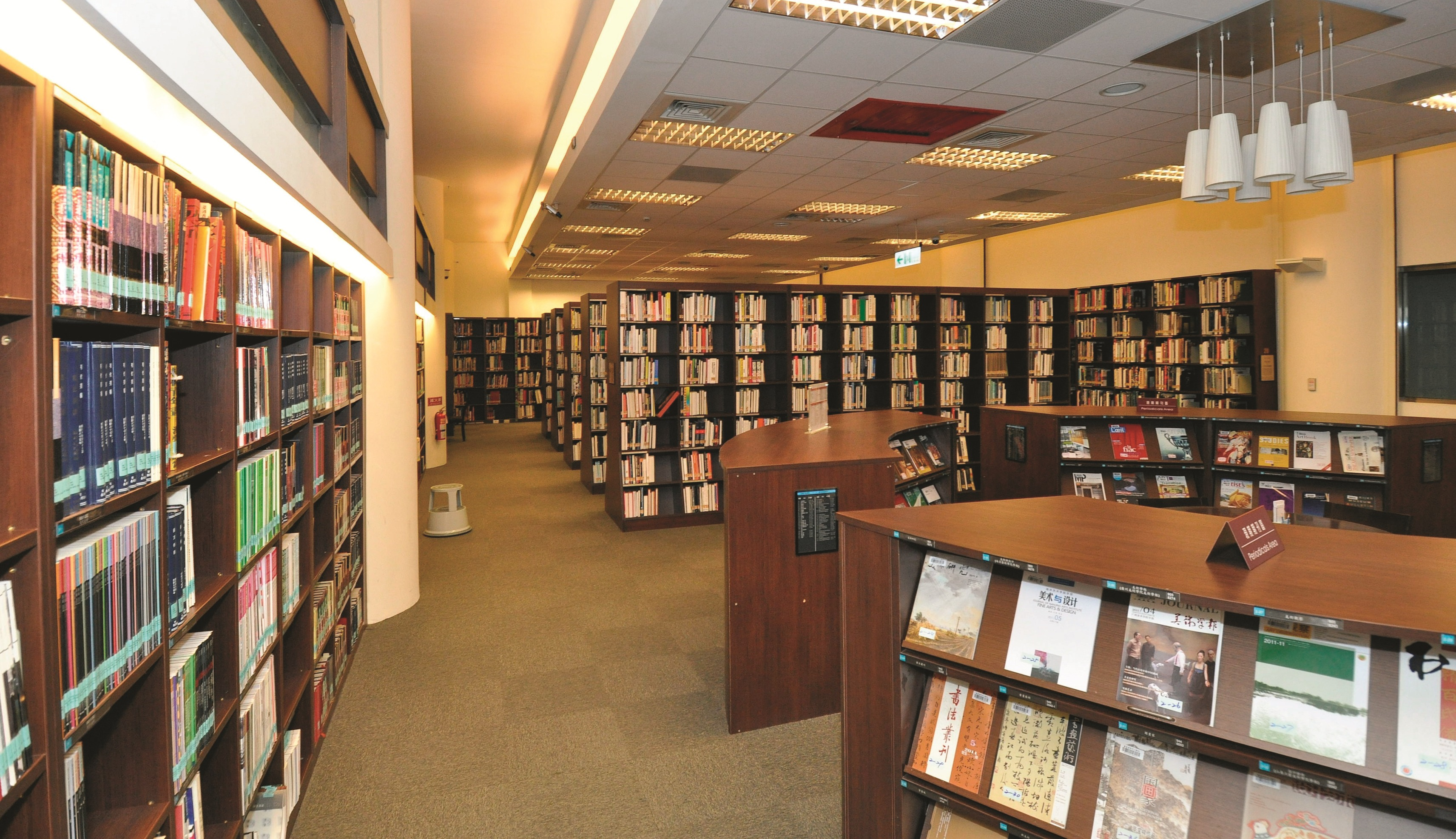
Bibliothek

Die Museumsbibliothek hat die Aufgabe, kunstbezogene Fachliteratur und weitere Materialien und Quellen aus Taiwan und anderen Ländern zu sammeln, aufzubereiten und zu archivieren. Im Juni 2014 umfasste der Bestand der Bibliothek rund 120.000 Titel, darunter 80.000 Bücher und knapp 30.000 Zeitschriften. Leser haben auch Zugriff auf das Digital Arts Creativity and Resource Center des Museums, mehrere Videoplattformen und eine gesonderte Kinderbuchabteilung.

### Familienraum
Das Museum verfügt über einen speziellen Ausstellungsraum für Familien mit Kindern. Hier können die Kinder haptisch mit der Kunst in Kontakt kommen. Angereichert durch verschiedene Aktivitäten, die die Konzepte der Museumsausstellungen aufnehmen, sollen die Kinder ihre Kreativität fortentwickeln können.

## Verkehrsanbindung
Vom internationalen Flughafen Taoyuan verkehren die Buslinien Kingbus (Guoguang) und U-Bus (Tunglien) zur Chao Ma Station in Taichung.
Vom TRA-Bahnhof Taichung ist das Museum mit den Stadtbuslinien 5 und 75 direkt erreichbar. Alternativ verkehrt die Linie 51 ab dem Hintereingang des Kulturzentrums des Bahnhofs.
Vom THSR-Bahnhof Taichung führt der Shuttlebus Nr. 159 zur Haltestelle Tuku. Von dort beträgt der Fußweg zum Museum etwa 15 Minuten.